# Чжан Сыцин
Чжан Сыци́н (кит. упр. 张思卿, пиньинь Zhāng Sīqīng; август 1932, Luoyang County — 17 июня 2022, Пекин) — в 1993—1998 годах — генеральный прокурор КНР. Член КПК с октября 1952 года, член ЦК КПК 14—15 созывов (кандидат 13 созыва).

## Биография
По национальности хань. С 1973 года заместитель, в 1983—1985 годах председатель Верховного суда провинции Хубэй, также секретарь политико-юридической комиссии провинциального парткома. С 1985 года заместитель (с 1991 года в ранге министра), в 1993—1998 годах генеральный прокурор КНР. В 1998—2008 годах зампред ВК НПКСК 9—10 созывов.